# Pseudoraphis balansae
Pseudoraphis balansae är en gräsart som beskrevs av Johannes Jan Theodoor Henrard. Pseudoraphis balansae ingår i släktet Pseudoraphis och familjen gräs. Inga underarter finns listade i Catalogue of Life.